# Бар-Нив, Цви
Цви Бар-Нив (при рождении Цви Нибульский; 29 мая 1916, Ли́да, Виленская губерния — 18 мая 1986, Израиль) — израильский юрист.

## Биография
Родился в Лиде в семье Мордехая и Сони Нибульских. В 1936 году эмигрировал в Палестину. В 1937—1942 изучал право в Еврейском университете в Иерусалиме. В 1943 году получил лицензию адвоката. Служил советником по правовым вопросам Гистадрута. С момента создания Государства Израиль был назначен юридическим советником в Министерстве труда. В 1962 году он был назначен генеральным прокурором Израиля, а в 1969 году первым президентом Национального суда по трудовым вопросам — должность, которую он занимал до 1986 года. Автор нескольких книг по трудовому праву.